# 小行星5062
小行星5062（5062 Glennmiller）是一颗绕太阳运转的小行星，为主小行星带小行星。该小行星于1989年2月6日发现。

## 轨道参数
小行星5062的轨道半长轴为2.2606435 UA，离心率为0.167。